# Casa consistorial de Cuenca
La casa consistorial de Cuenca es la sede del ayuntamiento de la ciudad española de Cuenca. Desde finales del siglo XV, la Casa del Ayuntamiento de esta ciudad ha estado enclavada en la plaza Mayor, que en aquellos años se denominaba de la Picota. Previamente, hay noticias de que en otro tiempo los Concejos se celebraban en el lugar próximo a la puerta de San Juan, e incluso se llega a hablar de la plazuela del Concejo Viejo y del barrio del Concejo. 

## Historia
A mediados del siglo XVI, la Casa Consistorial se encontraba en tan mal estado que hubo necesidad de apuntalarla y de hacer una importante remodelación en ella, de la que se encargó el arquitecto Pedro de Alviz. Durante ese tiempo, los regidores se reunieron en la casa del Corregidor. 
En los últimos años del siglo XVI, concretamente en 1595, se planteó la posibilidad de comprar una casa que el regidor Pedro Chico de Guzmán tenía a la entrada en la plaza Mayor. Pasado el tiempo, este edificio se quedó pequeño; por lo que en 1676 los señores del Concejo acuerdan ampliarlo, y deciden hacerlo mediante anexión de una casa que había al lado del Ayuntamiento. Esta casa, que pertenecía a la iglesia, les fue vendida por 4500 reales. 
A principios del siglo XVIII, la Casa del Ayuntamiento amenazaba ruina. Debido a su estado hubo que trasladar el archivo a la casa del Corregidor, donde también se celebraban las sesiones del Concejo. Con el fin de evitar mayores desgracias, el edificio fue vallado, y las calles adyacentes fueron cortadas. Se procedió a demoler el Ayuntamiento, pues el peligro de hundimiento era inminente y el nuevo edificio se iba a erigir en el mismo solar que ocupaba el antiguo. Sin embargo, hasta 1760 no se pusieron en marcha las obras, que se ajustaron al proyecto que había concebido Jaime Bort (el cual, en esa fecha, ya había muerto). Bort diseñó un edificio en el que, como él mismo dice, había buscado que tuviera simetría. Algo realmente difícil de conseguir, por causa de la topografía de la parte alta de la ciudad y de lo pequeño e irregular del solar donde había estado ubicada la antigua Casa del Ayuntamiento. 
Para llevar a cabo el proyecto ideado por Bort, se necesitaba disponer de otro solar en el lado oeste de la plaza, justo enfrente del que, hasta su demolición, ocupara el viejo Consistorio. Una vez adquirido ese solar en 1760, don Lorenzo de Santa María, que era un acreditado maestro de albañilería y cantería, tomaba la dirección de la obra, que le fue adjudicada en pública subasta. A fines de 1762 la obra del Ayuntamiento había concluido. 
En 1788 se decide ampliar el edificio, y se encarga al arquitecto Mateo López que diseñe el archivo y el oratorio que se pensaba construir en una casa que, con tal fin, se había acordado comprar al lado del Consistorio (la traza se conserva en el Archivo Municipal). Sin embargo, este proyecto no será el definitivo pues, un año más tarde, se cambia de idea, y se considera que sería mejor y menos costoso que esas dependencias que ya se estaban levantando, se destinaran a sacristía y guardarropa, y que el archivo y el oratorio se dispusieran en la Sala del Ayuntamiento, que estaba situada en la planta noble. De nuevo fue Mateo López el arquitecto al que se le encargaron los planos y el presupuesto de la obra.

## Descripción

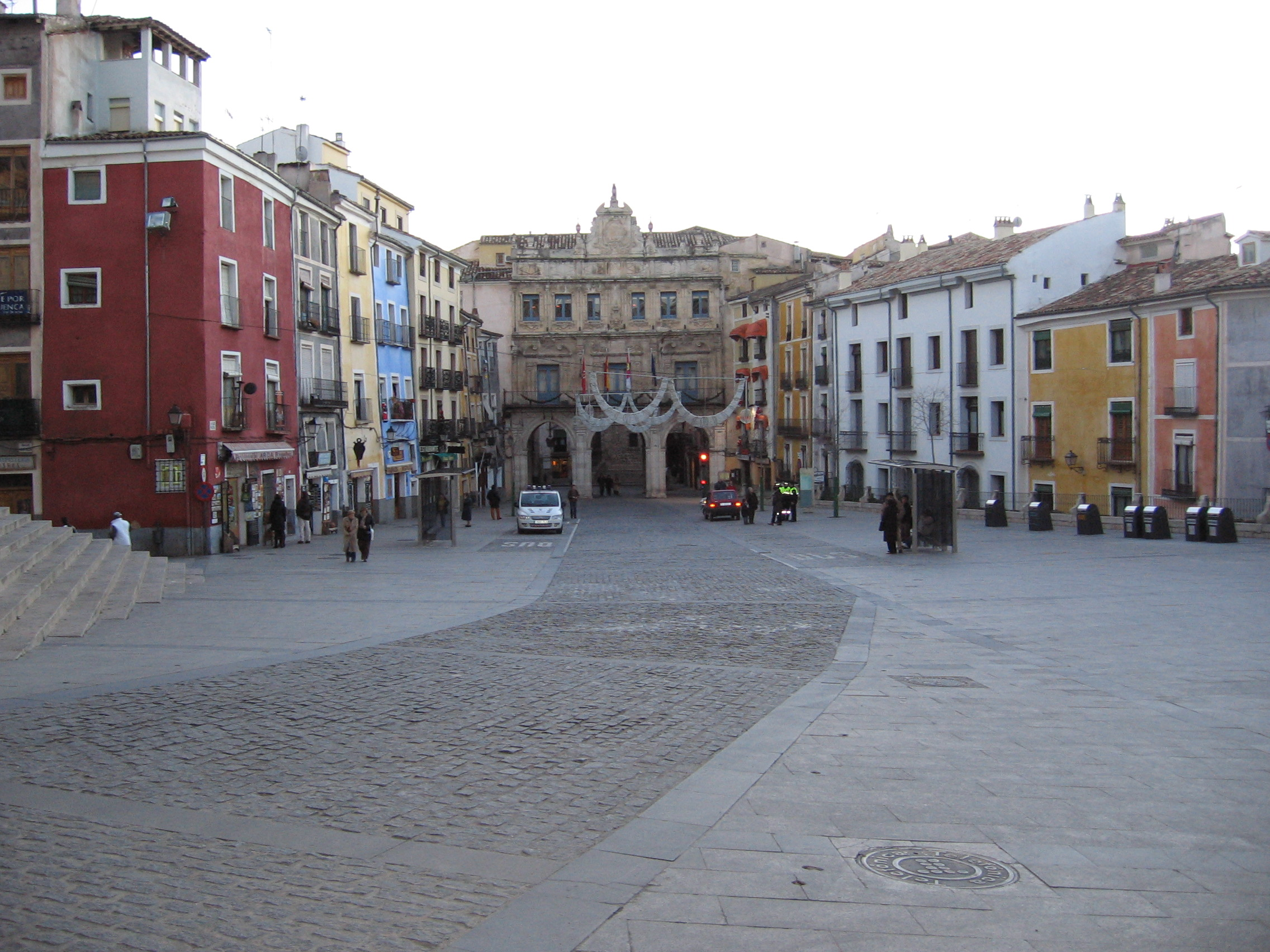
Ayuntamiento de Cuenca en la plaza Mayor.

El Ayuntamiento es uno de los edificios más representativos del barroco de Cuenca. Es de planta rectangular, con dos cuerpos a ambos lados; tan marcados que, en la documentación, cuando se habla de Ayuntamiento, se hace referencia a Casas Consistoriales y sus dos viviendas. 
La fachada está articulada en tres plantas, y se matiza cada una de ellas (que van decreciendo según ganan en altura) con pilastras de diferente orden. La primera planta está constituida por una arquería abierta, que permite el paso de la calle principal a la plaza. Se disponen unas pilastras cajeadas de orden toscano entre los arcos, a los que el pie forzado del zaguán ha obligado a trazar en sección apuntada, con el fin de hacerlos más esbeltos y dar más luz al arco central. 
Esa misma división tripartita, con pilastras jónicas, en este caso, se mantienen en la planta noble, en la que Bort situó la Sala del Ayuntamiento y sus conjuntas oficinas. En esta planta, se abren tres vanos, con un balcón corrido, que están decorados con baquetones, pilastras cajeadas y frontones curvos y rotos. En la tercera plana, se duplican los vanos y, por lo tanto, el ritmo y las proporciones de los elementos arquitectónicos que la componen. Ostensiblemente minimizado, este piso alto incorpora la superficie del ático al diseño del paramento de la fachada, para compensar su desequilibrio respecto del piso noble. 
El amplio ático con el que termina la fachada, oculta, desde la plaza, la vista del tejado. En el centro hay un remate, a modo de peineta, que culmina con la figura de un león. 
La fachada posterior, que se asoma a la calle Alfonso VIII, está compuesta con más claridad, y su ritmo es más clásico. Se articula en tres calles, con balcones en la planta noble y ventanas a eje en la superior. 
Las puertas, que están situadas bajo el pórtico, son de traza muy sencilla y muestran cierta relación con la arquitectura francesa.